# Câu-xá luận
A-tì-đạt-ma-câu-xá luận (zh. 阿毗達磨俱舍論, sa. abhidharmakośa-śāstra), thường được gọi tắt là Câu-xá luận, có nghĩa là "Báu vật của A-tì-đạt-ma", tên khác là Thông minh luận (zh. 通明論), là bộ luận quan trọng của Phật học, được Thế Thân (sa. vasubandhu) soạn vào thế kỉ thứ 5 tại Kashmir. Luận gồm có hai phần: sưu tập khoảng 600 kệ A-tì-đạt-ma câu-xá luận bản tụng (sa. abhidharmakośakārikā) và A-tì-đạt-ma câu-xá luận thích (sa. abhidharmakośa-bhāṣya), bình giải về những câu kệ đó. Ngày nay người ta còn giữ bản tiếng Hán và tiếng Tây Tạng của luận này, đó là những tác phẩm đầy đủ nhất để trả lời các câu hỏi về kinh điển.
A-tì-đạt-ma-câu-xá luận phản ánh sự tiếp nối của giáo lý từ Tiểu thừa đến Đại thừa và cũng là tác phẩm nền tảng của các tông phái Phật giáo Trung Quốc, đóng góp phần chính trong việc truyền bá và phát triển đạo Phật nơi này.
Có 9 điểm được phân tích và xử lý trong luận:
1. Giới phẩm (zh. 界品, sa. dhātunirdeśa): nói về cái thể của các Giới (pháp)
2. Căn phẩm (zh. 根品, sa. indriyanirdeśa): nói về cái dụng của chư pháp
Hai phẩm trên nói về thể và dụng chung cho Hữu lậu (zh. 有漏, sa. sāśrava, tức là còn bị Ô nhiễm) và Vô lậu (zh. 無漏, sa. anāśrava, không bị ô nhiễm).
3. Thế gian phẩm (zh. 世間品, sa. lokanirdeśa): nói về các thế giới, Lục đạo, Ba thế giới
4. Nghiệp phẩm (zh. 業品, sa. karmanirdeśa)
5. Tùy miên phẩm (zh. 隨眠品, sa. anuśayanirdeśa)
Các điểm 3, 4 và 5 nói về Hữu lậu, trong đó 3. là Quả (zh. 果, kết quả), 4. là Nhân (zh. 因) và 5. là Duyên (zh. 緣).
6. Hiền thánh phẩm (zh. 賢聖品, sa. pudgalamārganirdeśa)
7. Trí phẩm (zh. 智品, sa. jñānanirdeśa): nói về mười loại trí
8. Định phẩm (zh. 定品, sa. samādhinirdeśa).
Các điểm 6, 7 và 8 nói về Vô lậu, trong đó 6. là Quả, 7. là Nhân và 8. là Duyên.
9. Phá ngã phẩm (zh. 破我品, sa. pudgalaviniścaya): nói về lý Vô ngã (sa. anātman), phá tà, chống lại thuyết của Độc Tử bộ. Phẩm này là một phẩm độc lập và cũng là phẩm cuối của bộ luận.